# Holzbach (Elbbach, Hadamar)
Der Holzbach ist ein gut sechs Kilometer langer orografisch linker und östlicher Nebenfluss des Elbbachs im mittelhessischen Hadamar.

## Geographie

### Verlauf
Der Holzbach entspringt etwa 500 Meter nördlich von Steinbach auf einer Höhe von 274 m ü. NHN. Zunächst in südliche Richtungen abfließend durchfließt der Bach die Ortschaft Steinbach. Anschließend wendet er seinen Lauf nach Westsüdwest. Nach einer Flussstrecke von 6,1 km mündet der Holzbach auf 137 m ü. NHN linksseitig in den Elbbach. Aus dem Höhenunterschied von 137 Metern errechnet sich ein mittleres Sohlgefälle von 22,5 ‰. Sein 7,297 km² großes Einzugsgebiet entwässert er über Elbbach, Lahn und Rhein zur Nordsee.
Der Bach fällt üblicherweise über längere Zeiträume trocken. Anfangs ohne merklichen Geländeeinschnitt verlaufend, beginnt sich nach rund 3,5 Kilometern nordwestlich von Oberweyer ein eigenes Bachtal herauszubilden, das im weiteren Verlauf zu einem immer stärkeren Geländeeinschnitt wird.

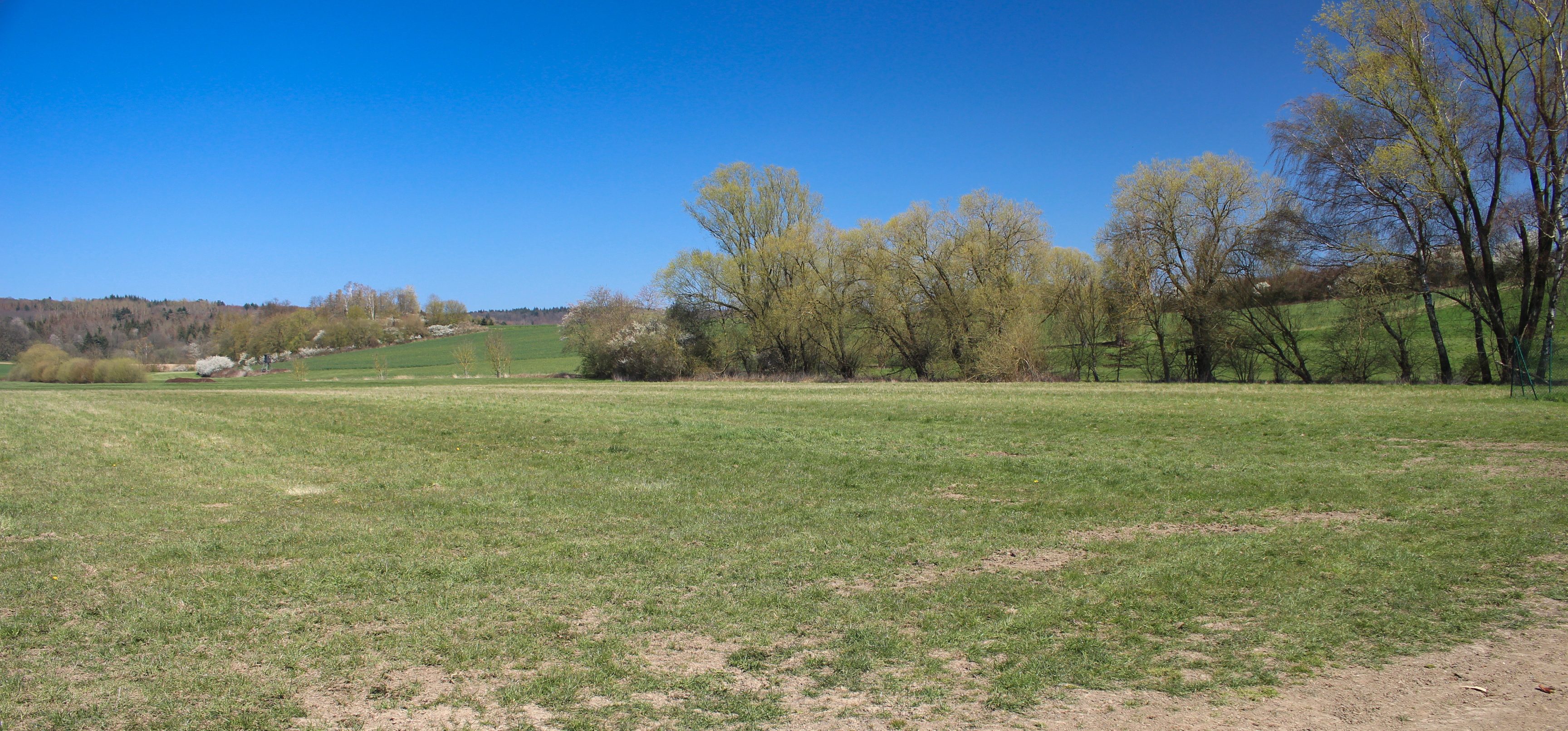
Oberlauf, nördlich von Oberweyer mit Blick in Richtung Nordosten aufgenommen
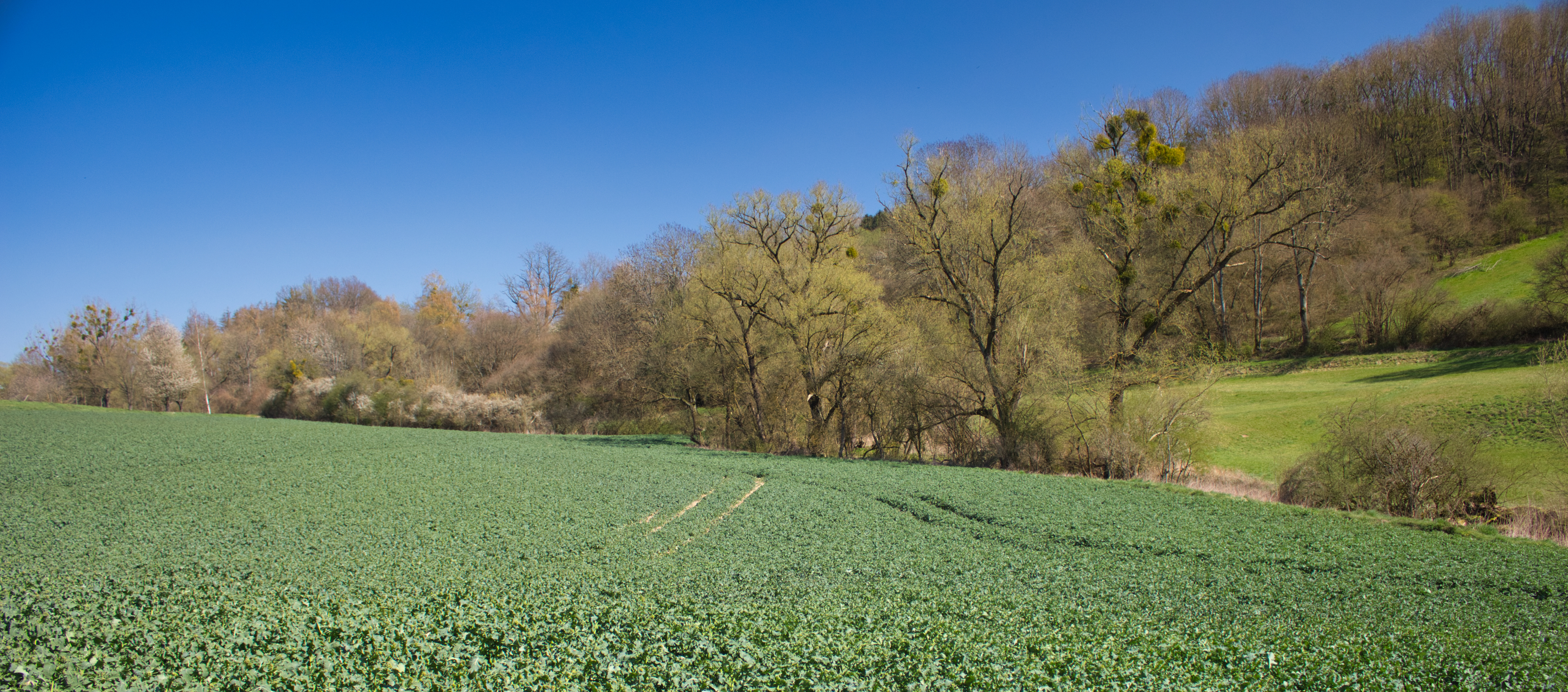
Unterlauf des Holzbachs, nördlich von Hadamar mit Blick in Richtung Osten aufgenommen
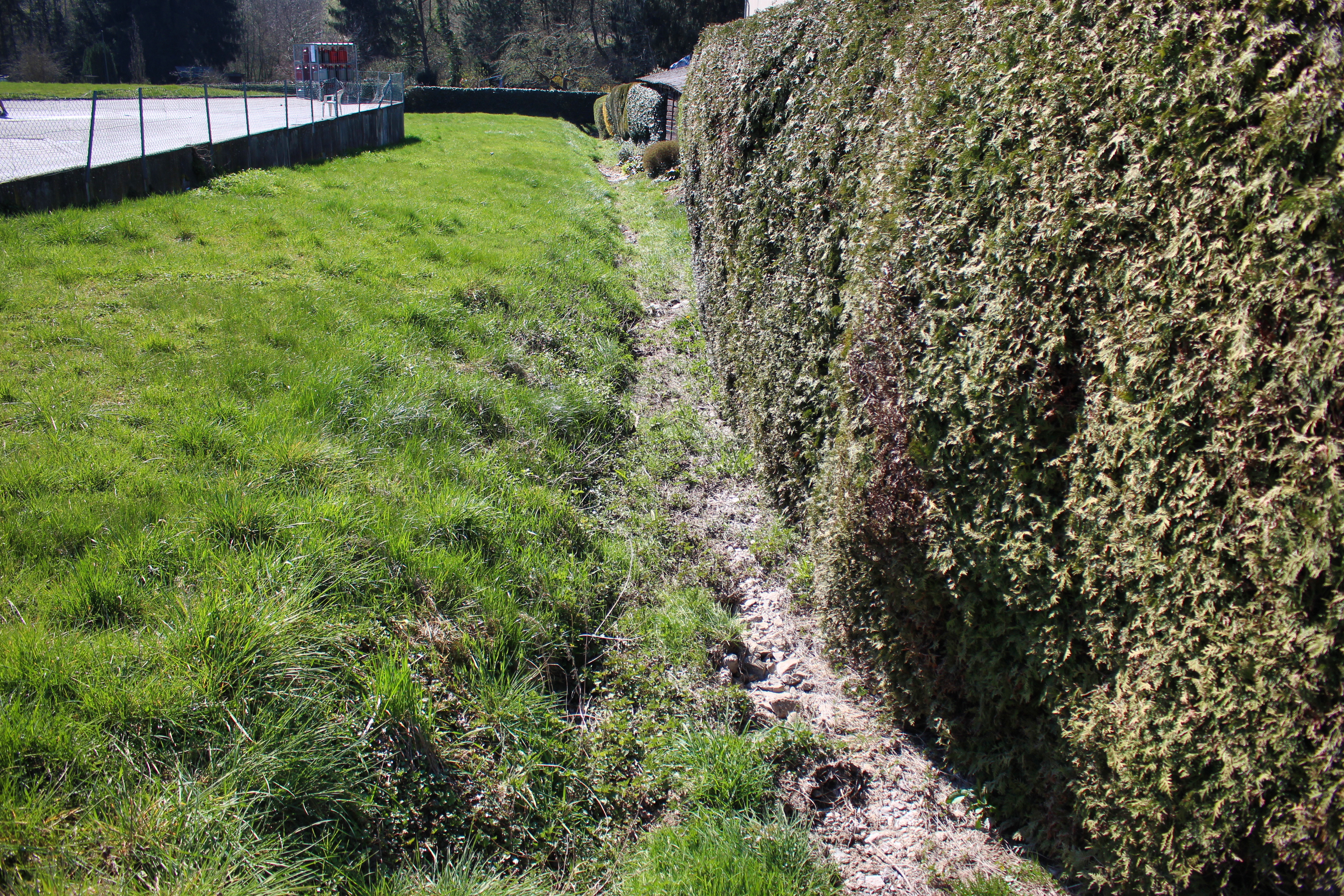
Der Holzbach kurz vor seiner Mündung in den Elbbach, vom Hammerweg in Hadamar mit Blick in Richtung Westen aufgenommen

### Flusssystem Elbbach
- Fließgewässer im Flusssystem Elbbach

## Natur
Der Bach wird von einem schmalen, Streifen Weichholzaue begleitet. Im Oberlauf ist dieser auf den unmittelbaren Gewässerlauf beschränkt oder fehlt abschnittsweise ganz. Dort reicht landwirtschaftlich genutztes Grünland und gelegentlich auch Ackerland bis unmittelbar an den Bach. Im Unterlauf verbreitert sich der Auengürtel, insbesondere in den stärker eingeschnittenen Bereichen. Dort schließen sich auch größere Bestände von Heckenland und kleinere Wälder an.